# Franz Joseph Gall

Franz Joseph Gall, Lithographie von Josef Lanzedelli d. Ä. (um 1800)

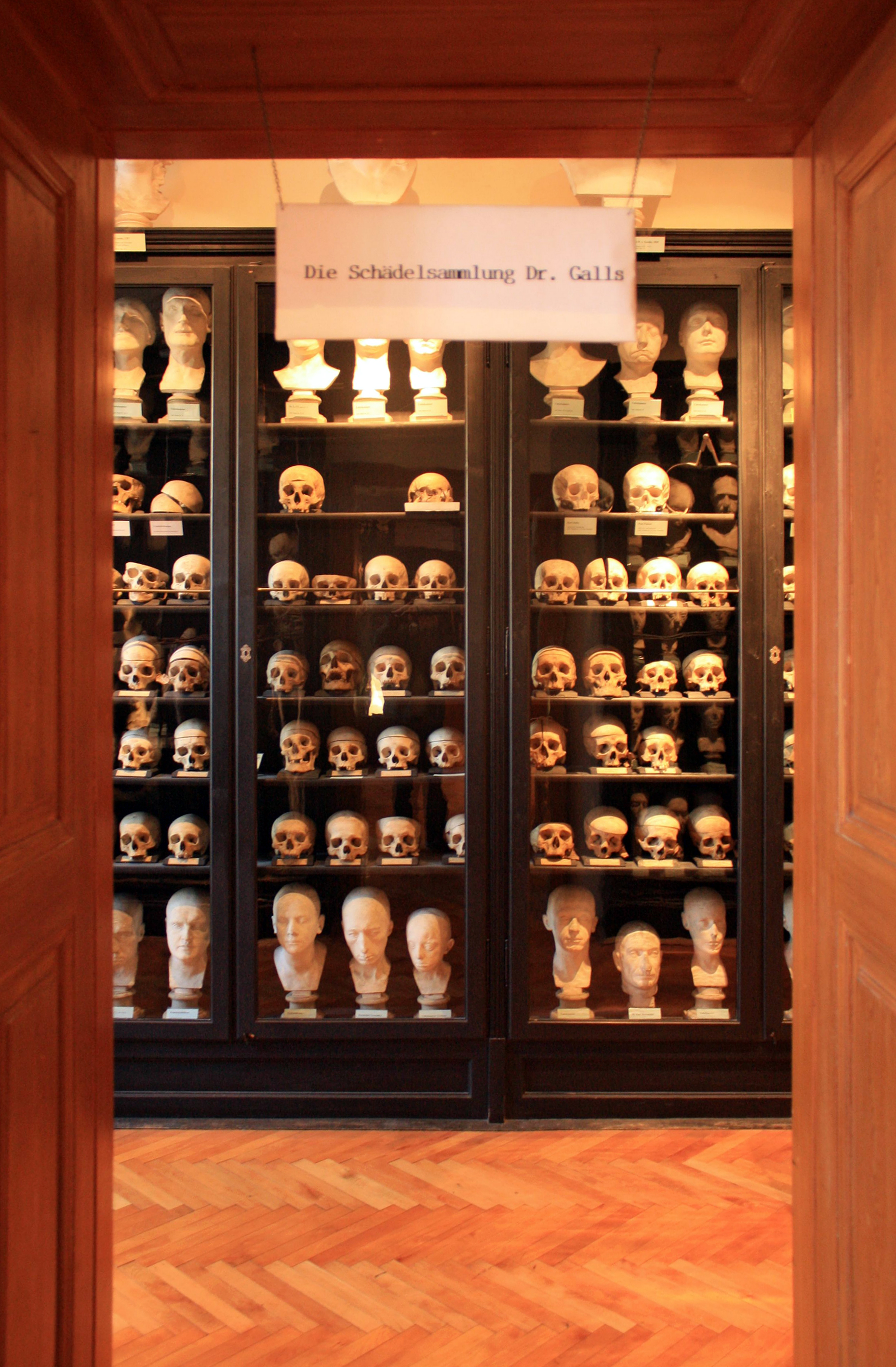
Schädelsammlung im Rollettmuseum in Baden bei Wien

Franz Joseph Gall (* 9. März 1758 in Tiefenbronn bei Pforzheim, Baden; † 22. August 1828 in Montrouge bei Paris, heute Département Hauts-de-Seine) war ein deutscher Arzt, der die Phrenologie begründete. Teile seiner Schädelsammlung werden im Rollettmuseum und im Musée de l’Homme aufbewahrt.

## Leben und Wirken

### Herkunft und Ausbildung
Gall war ein Sohn von Joseph Anton Gall (1727–1809), einem wohlhabenden Wollhändler, und dessen zweiter Frau Anna Maria Killinger (1731–1818). Am Tag seiner Geburt wurde er in der katholische Pfarrkirche St. Maria Magdalena getauft. Das Familienhaus befindet sich in der nach ihm benannten Franz-Josef-Gall-Straße 9 in Tiefenbronn. Ob Gall dort die Schule besuchte ist ungeklärt. Ab 1767 erhielt der Unterricht von einem Bruder seiner Mutter, der Geistlicher war. Seit 1772 besuchte Gall in Baden das Jesuitenkolleg, das ein Jahr später in ein Lyzeum umgewandelt wurde. Nach etwa drei Jahren wechselte er auf das Schönborn-Gymnasium in Bruchsal.
Im November 1777 schrieb sich Gall an der Universität Straßburg ein, um Anatomie und Medizin zu studieren. Dort besuchte er die Vorlesungen über Naturgeschichte von Johann Hermann und vermutlich die von Jacob Reinbold Spielmann sowie Jean Frédéric Lobstein. Auf Einladung von Joseph Anton Gall, einem Cousin seines Vaters, zog Gall 1781 nach Wien, um dort seine medizinische Studien, unter anderem unter Maximilian Stoll fortzusetzen. An der medizinische Fakultät der Universität Wien bestand er am 8. April 1785 die beiden mündlichen Prüfungen, die theoretische mit dem Prädikat „valde bene“ (sehr gut) und die praktische dem Prädikat „bene“ (gut). Am 20. Juli 1785 wurde Gall schließlich promoviert.

### Weiteres Leben
Gall eröffnete eine Arztpraxis. Zu seine Patienten gehörten beispielsweise Andreas Streicher und dessen Frau Nannette.
Gall heiratete am 24. Oktober 1790 Maria Katharina Leisler (1760–1825) aus Dettwiller. Die Trauung fand in der Kirche St. Joseph ob der Laimgrube statt. Zuvor konvertierte seine Frau zum katholischen Glauben. Gall hatte sie während seines Aufenthaltes in Straßburg kennengelernt, wo sie ihn während einer schweren Erkrankung pflegte. Das Paar hatte keine Kinder.
1791 erschien sein erstes Buch mit dem Titel Philosophisch-medizinische Untersuchungen über Natur und Kunst im kranken und gesunden Zustand des Menschen. In Medicinisch-chirurgische Zeitung, die von Johann Jakob Hartenkeil und Franz Xaver Mezler herausgegeben wurde, erschien im November 1791 ein anonyme Besprechung. Ein zweiter geplanter Band wurde nie veröffentlicht.
1801 wies Kaiser Franz II. einen seiner Minister an, die von Gall in dessen Wohnung abgehaltenen Privatvorlesungen, welche gegen die Grundsätze der Moral und Religion „zu schreiten“ schienen, umgehend zu unterbinden. Gall wurde 1805 aus Österreich ausgewiesen und brach dadurch zu einer Europareise auf, die ihn über München auch durch Augsburg und Frankfurt am Main führte. 1808 erreichte er Paris. Dort ließ er sich 1809 als praktischer Arzt nieder.
Nachdem Gall auch in Frankreich die Aufmerksamkeit des Regenten Napoleon Bonaparte erregt hatte, zog er sich um 1820 auf seinen Landsitz in Montrouge bei Paris zurück, wo er bis an sein Lebensende als Praktiker ordinierte.

### Galls „Schädellehre“
Mit seiner „Schädellehre“, später als „Phrenologie“ bezeichnet, begründete er eine Lehre, dass das Gehirn das Zentrum für alle mentalen Funktionen sei. Außerdem trug er maßgebliche Arbeiten zur Physiognomie bei. Diese Lehre stellt dar, wie persönliche Charakterzüge bzw. Eigenschaften im Gesicht über die Mimik ablesbar sein können. Er entdeckte auch die Faserstruktur des Gehirns. Zudem erarbeitete er mit seiner Kranioskopie die Kraniometrie (Schädelvermessung), durch die sich Gall Schlüsse bezüglich der Gehirnform erhoffte.
Er scheiterte jedoch mit dieser Theorie aufgrund dreier Ursachen:
1. Die Form des Schädels gibt nicht die Form des Gehirns wieder.
2. Die 27 Eigenschaften, welche Phrenologen als Basis für den menschlichen Charakter ansahen, basierten in Wirklichkeit auf willkürlich interagierenden Faktoren.
3. Gall setzte willkürliche und selektive Testmethoden ein.

Zu seinen hirnanatomischen bzw. kranioskopischen Untersuchungen sammelte Gall in Wien eine große Zahl von Schädeln, „meist von Irrsinnigen oder Verbrechern“, sowie viele nach der Natur geformte Gipsbüsten bekannter Personen oder von Menschen „mit besonderen Schädelbildungen“.

## Rezeption

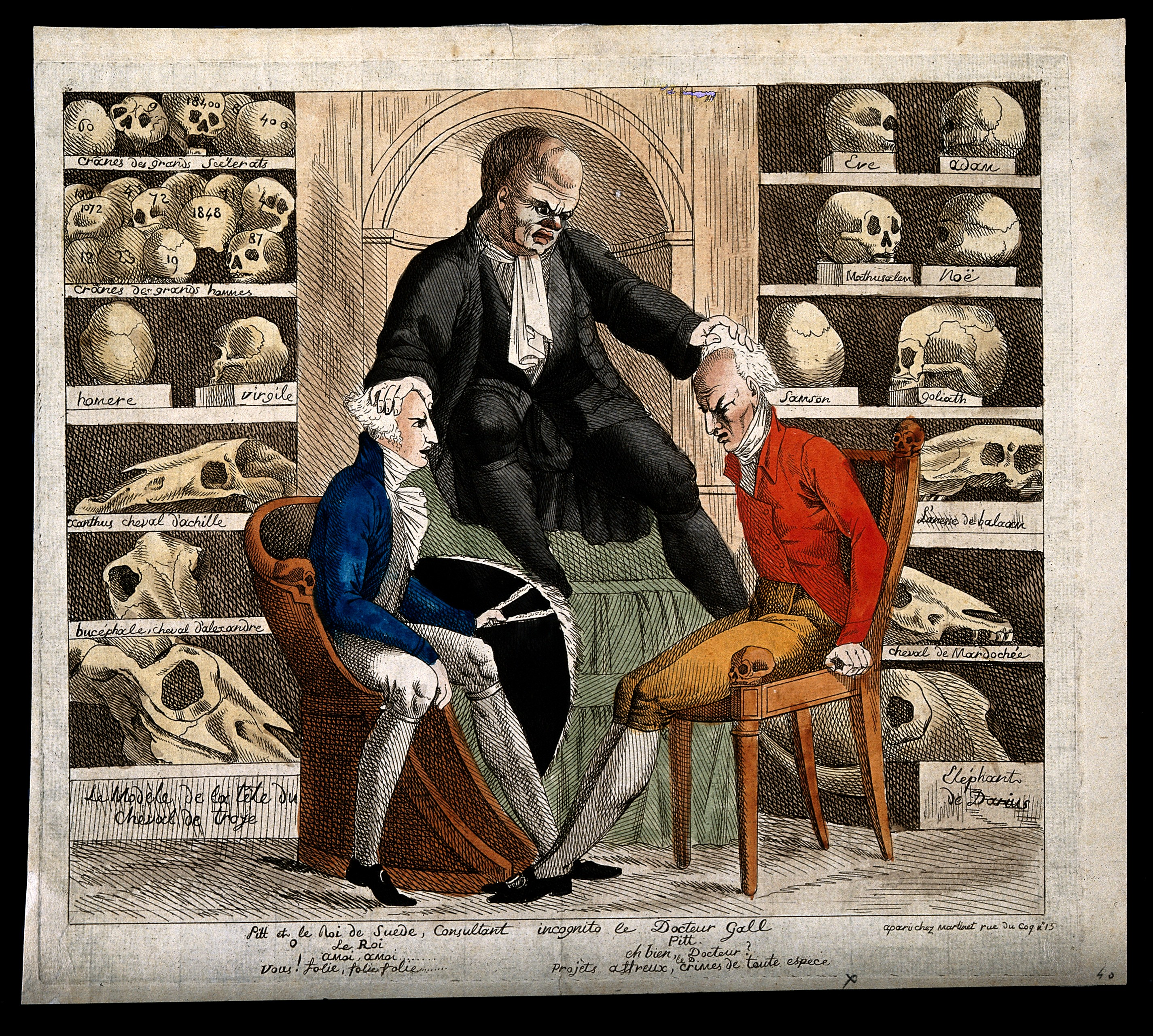
Pitt et le Roi de Suede, Consultant incognito le Docteur Gall Kolorierte Radierung (Martinet, Paris 1806)

Von August von Kotzebue stammt das Lustspiel Die Organe des Gehirns, das am 11. August 1805 in Jerlep (Estland) uraufgeführt wurde. Die deutsche Erstaufführung fand am 15. Oktober 1805 in Berlin statt.

## Schriften (Auswahl)
Bücher
- Philosophisch-medizinische Untersuchungen über Natur und Kunst im kranken und gesunden Zustand des Menschen. Gräffer, Wien 1791 (Digitalisat und Volltext im Deutschen Textarchiv).
  - 2. Auflage, Baumgärtner, Leipzig 1800 (Digitalisat).
- Recherches sur le système nerveux en général et sur celui du cerveau en particulier, mémoire présenté à l’Institut de France, le 14 mars 1808, suivi d’Observations sur le rapport qui a été fait à cette Compagnie par ses commissaires. F. Schoell, Paris 1809 (Digitalisat) – mit Johann Spurzheim.
  - Untersuchungen über die Anatomie des Nervensystems ueberhaupt, und des Gehirns insbesondere. Paris / Strasburg 1809 (Digitalisat).
- Anatomie et physiologie du système nerveux en général et du cerveau en particulier […]. 4 Bände und 1 Atlas, F. Schoell, Paris 1810–1819 (Band 1, Band 2, Band 3, Band 4, Atlas) – Band 1, 2 und Atlas mit Johann Spurzheim.
  - Anatomie und Physiologie des Nervensystems im Allgemeinen und des Gehirns insbesondere […]. 2 Bände, F. Schoell, Paris 1810–1812.
- Des dispositions innées de l’âme et de l’esprit , du matérialisme, du fatalisme et de la liberté morale, avec des réflexions sur l’éducation et sur la législation criminelle. F. Schoell, Paris 1811 (Digitalisat) – mit Johann Spurzheim.
- Sur les fonctions du cerveau et sur celles de chacune de ses parties. 6 Bände, Paris 1822–1825:
  - Band 1: Sur l’origine des qualités morales et des facultés intellectuelles de l’homme, et sur les conditions de leur manifestation. Paris 1822 (Digitalisat).
  - Band 2: Sur l’organe des qualités morales et des facultés intellectuelles, et sur la pluralité des organes cérébraux. Paris 1822 (Digitalisat).
  - Band 3: Influence du cerveau sur la forme du crâne […]. Paris 1823 (Digitalisat).
  - Band 4: Organologie ou exposition des instincts, des penchans, des sentimens et des talens, ou des qualités morales et des facultés intellectuelles fondamentales de l’homme et des animaux et du siège de leurs organes.  Paris 1823 (Digitalisat).
  - Band 5: Organologie ou exposition […]. Paris 1823 (Digitalisat).
  - Band 6: Revue critique de quelques ouvrages anatomico-physiologiques, et exposition d’une nouvelle philosophie des qualités morales et des facultés intellectuelles. Paris 1825 (Digitalisat).

Zeitschriftenbeiträge
- Des Herrn Dr. F. J. Gall Schreiben über seinen bereits geendigten Prodromus über die Verrichtungen des Gehirns der Menschen und Thiere an Herrn Jos. Fr. von Retzer. In: Neuer teutscher Merkur. 12. Stück 1798. 3. Dezember 1798, S. 311–332 (Digitalisat, Volltext) – erste Beschreibung seiner „Schädellehre“.

## Briefe
- Briefe von Gall und über Gall. In: Gustav von Struve (Hrsg.): Zeitschrift für Phrenologie. Band 3, Heidelberg 1845, S. 37–47 (Digitalisat).
- Briefe Gall’s an Hrn. Dr. Müller zu Pforzheim. In: Gustav von Struve (Hrsg.):  Zeitschrift für Phrenologie. Band 3, Heidelberg 1845, S. 154–158 (Digitalisat).

## Porträtmedaillen
Von Gall existieren drei Porträtmedaillen:
- Medailleur: Abraham Abramson, Silber, 1805, 40 mm, gewidmet vom Berliner Auditorium. (Literatur: Brettauer Nr. 375, Abb. Tafel 7. Tassilo Hoffmann Nr. 208, Tafel 22)
- Medailleur: Daniel Friedrich Loos, Silber, 1805, 39 mm, auf seine Vorlesungen in Berlin. (Literatur: Brettauer 374, Sommer A 124)
- Medailleur: Jacques Jean Barre, Bronze, 1828, 46 mm. (Literatur: Brettauer Nr. 377. Storer Nr. 1167)